# Passage Pommeraye

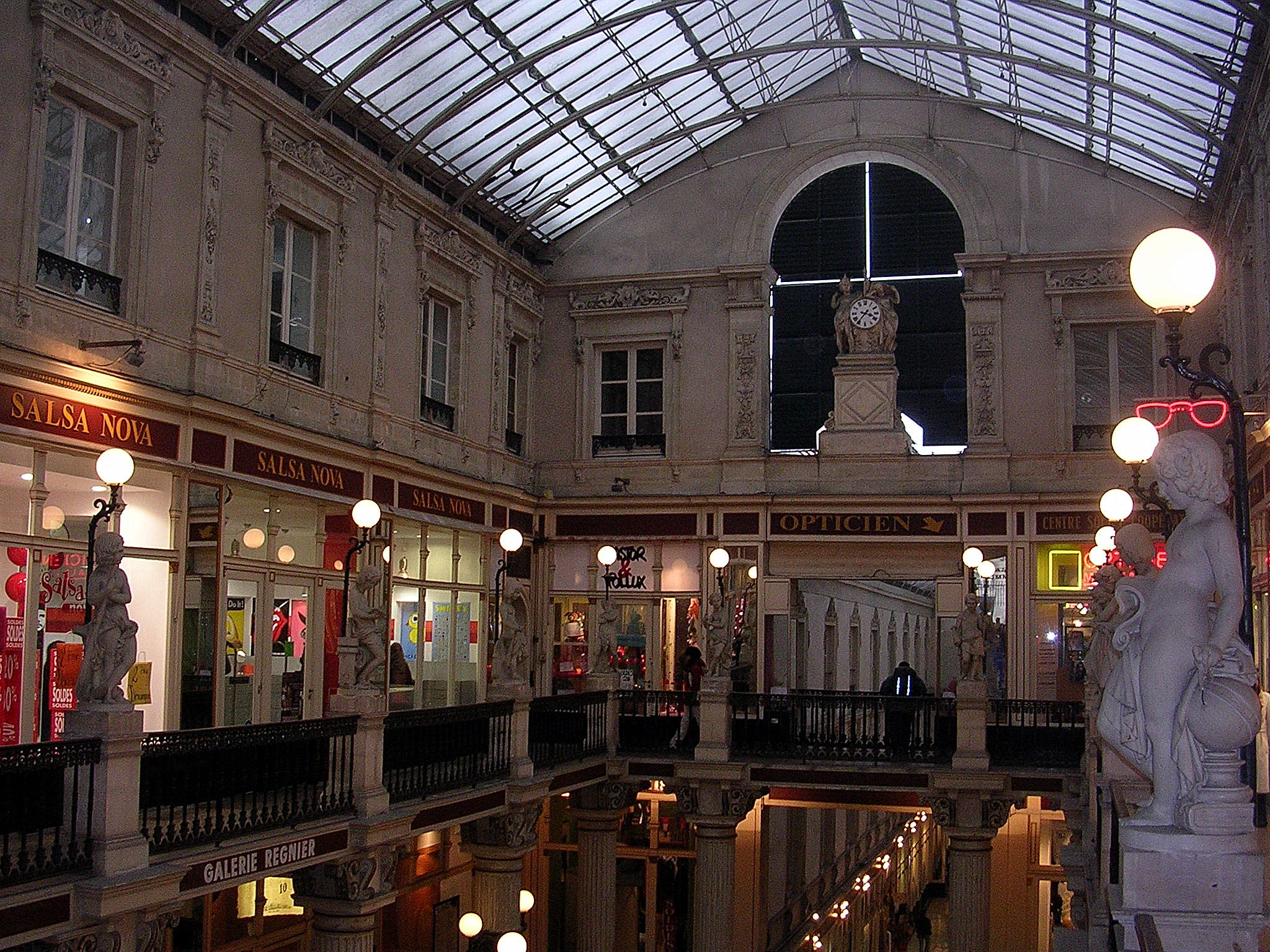
Passage Pommeraye in Nantes

De Passage Pommeraye is een 19e-eeuwse winkelgalerij in het Franse Nantes. De winkelgalerij werd gebouwd tussen 1840 en 1843 in opdracht van Louis Pommeraye naar voorbeelden in Parijs. De opening vond plaats op 4 juli 1843.
De Passage Pommeraye overbrugt het aanzienlijke niveauverschil (bijna 10 meter) tussen de Rue Santeuil en de Rue de la Fosse door middel van een monumentale trap met figuratieve versieringen. De galerij bevat winkels op drie verdiepingen en ook appartementen. Het ontwerp van de galerij in neoklassieke stijl was van de architecten Jean-Baptiste Buron en Hippolyte Durand Gasselin. In 1976 werd de passage beschermd als monument historique.
De winkelgalerij is diverse keren als decor gebruikt in filmopnamen. Jacques Demy schoot hier voor Lola, Une chambre en ville en Les Parapluies de Cherbourg; Jean-Loup Huber voor La reine blanche.

## Foto's

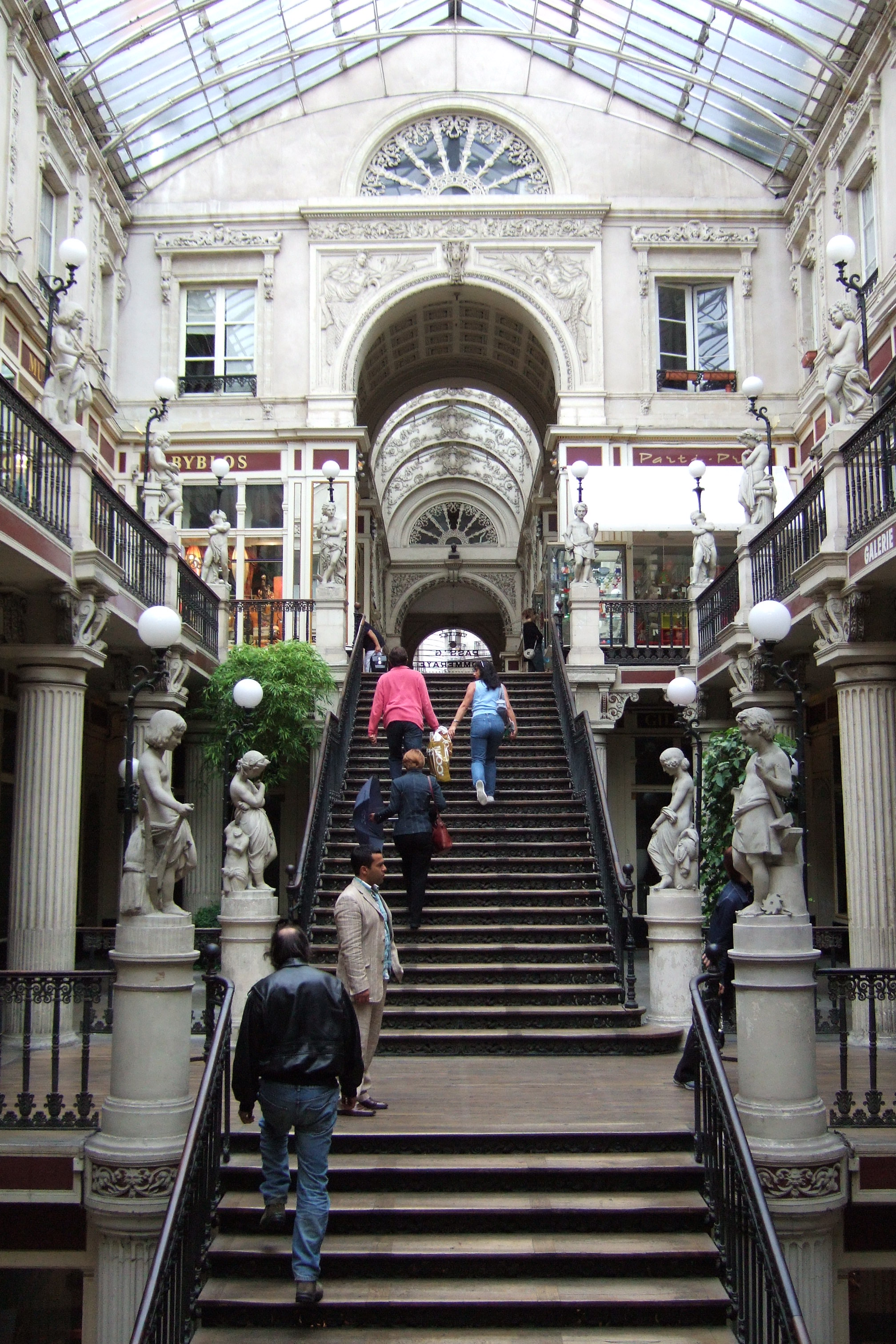
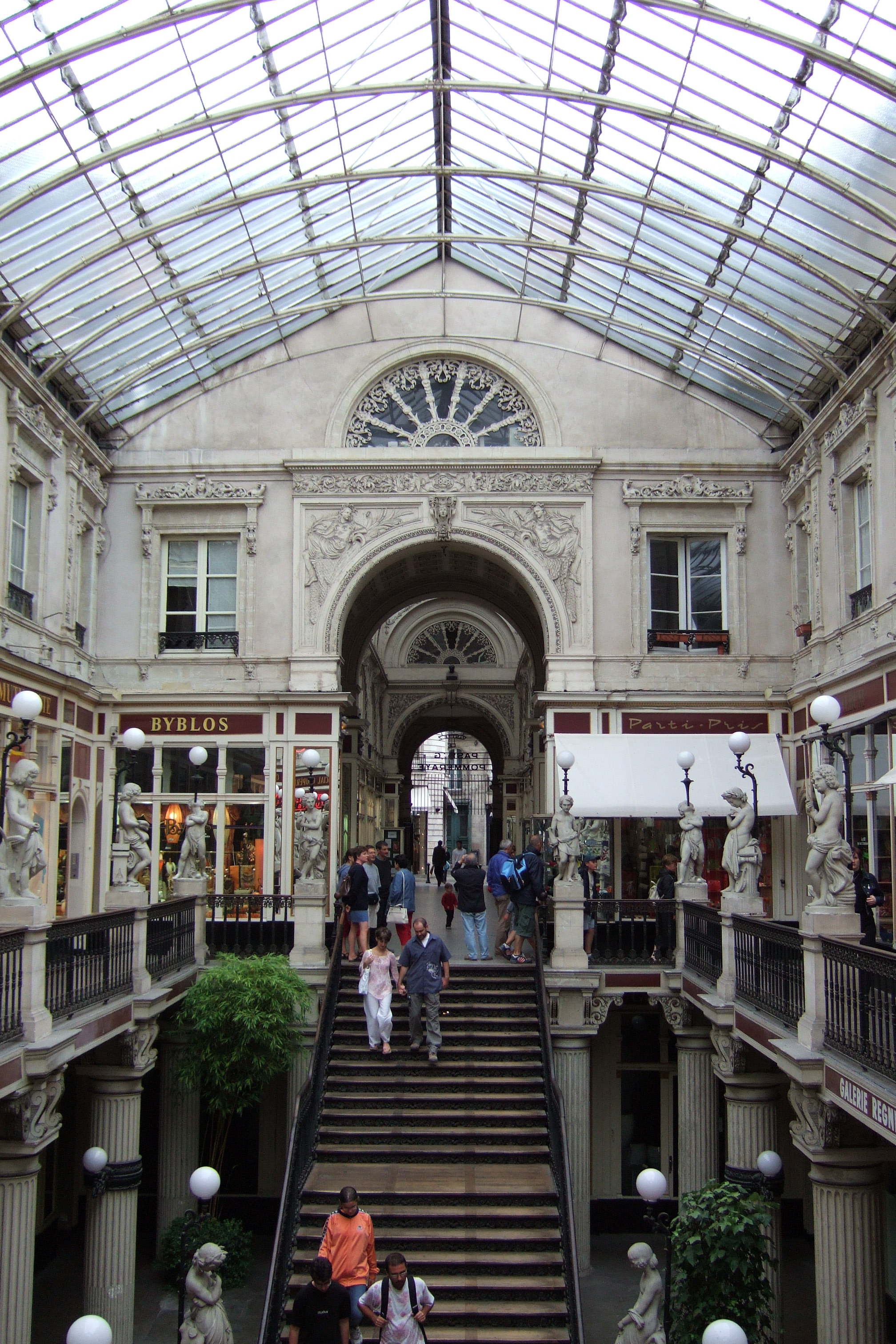
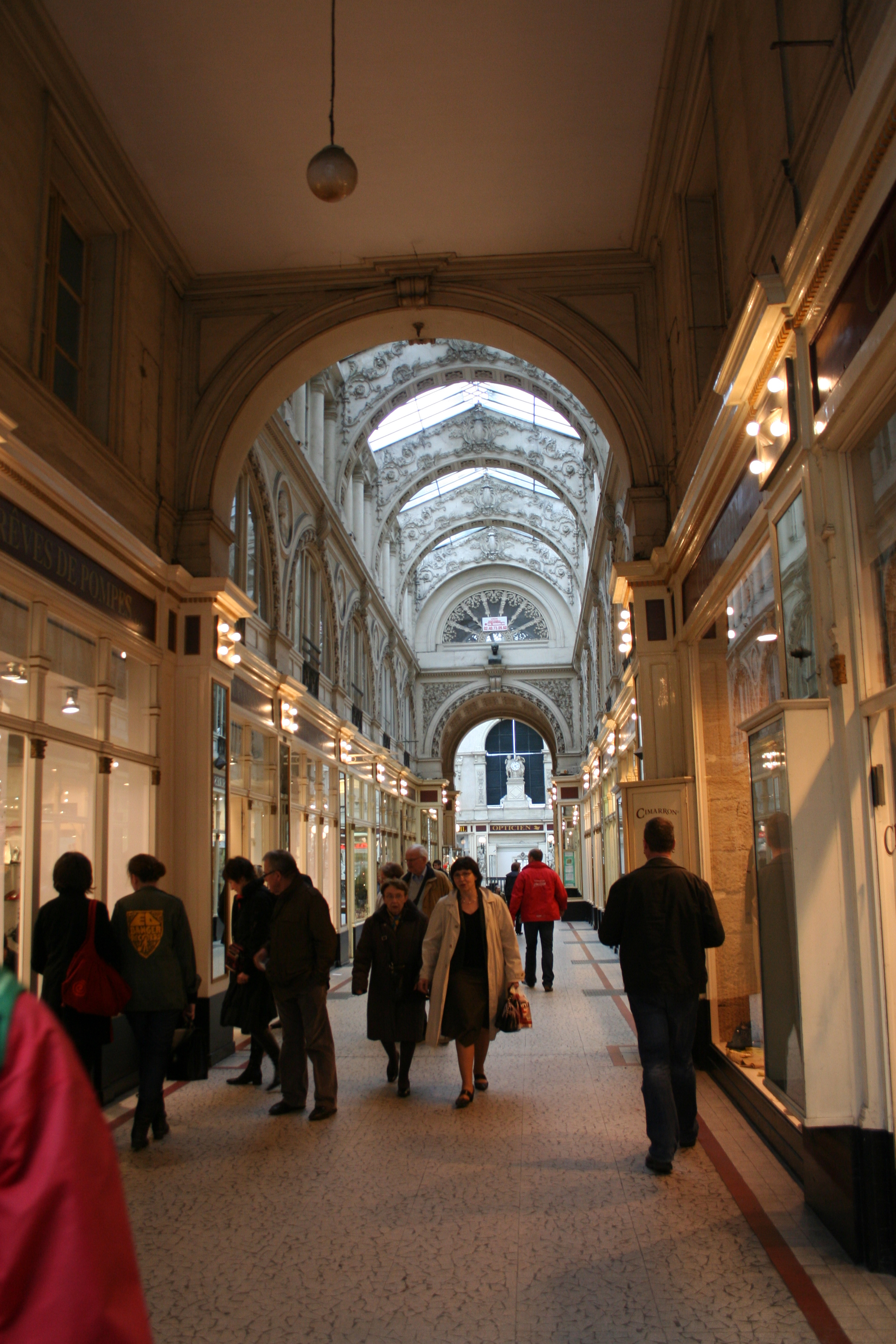
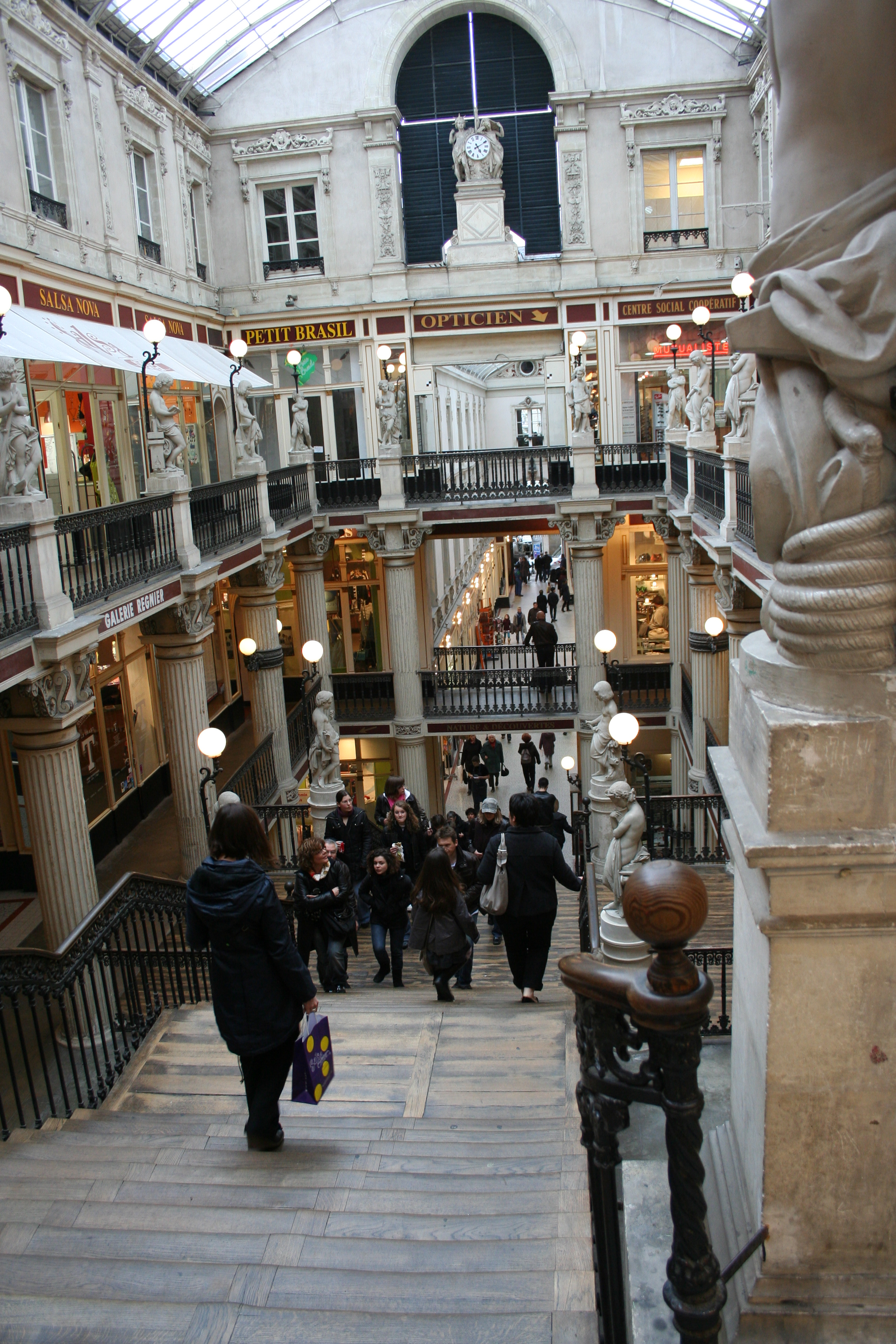